# ARROW (GACKTの曲)
『ARROW』（アロー）は、2015年10月7日にGACKTが発売した楽曲、及び同曲を収録したシングル。通算46枚目のシングルである。発売元はG&LOVERS。

## 解説
- GACKTが、2015年にリリースした唯一のシングル。前作『暁月夜 -DAY BREAKERS-』から、1年ぶりのリリースとなった。

## 収録曲

### CD
1. ARROW
  - 作詞・作曲：Gackt. C

ミュージックビデオには2014年に上演された舞台「MOONSAGA -義経秘伝- 第二章」からGACKT演じる源義経が登場している。
2. ARROW (Orchestra Ver)
表題曲のオーケストラバージョン。この楽曲は、ほかのどのアルバムにも収録されておらず、本作のみに収録されている。
3. ARROW (Instrumental)
4. ARROW (Orchestra Ver Instrumental)

### 初回限定盤 DVD
1. ARROW PV

## 楽曲の収録アルバム
- LAST MOON (#1)
- GACKT WORLD TOUR 2016 LAST VISUALIVE 最期ノ月 -LAST MOON- (#1)